# Иванов, Пётр Дмитриевич
Пётр Дмитриевич Иванов (1925—2009) — российский учёный в области проектирования оптических систем для исследований в жидких средах, лауреат Государственной премии СССР (1967).
Родился 28 июля 1925 года в г. Черепаново. Там окончил среднюю школу № 1, а затем с отличием — Ленинградский техникум (1945) и институт (1952) точной механики и оптики, оптико-механический факультет.
Работал в ЛИТМО с 1960 года: ассистент кафедры оптико-механических приборов, инженер, старший инженер, старший научный сотрудник, доцент, в 1977—1996 гг. профессор кафедры теории оптических приборов (ТОП), профессор кафедры прикладной и компьютерной оптики (1996—2009).
Кандидат технических наук (1965), доктор технических наук (1977), старший научный сотрудник (1968), профессор по кафедре теории оптических приборов (1979).
Лауреат Государственной премии СССР (1967, в составе коллектива) — за создание, исследование и внедрение комплекса оптических систем для работы в жидких средах. Награждён золотой и серебряной медалями ВДНХ (1966, 1971).
Подготовил 11 кандидатов наук. Автор около 120 печатных научных работ, методических пособий и авторских свидетельств на изобретения.
Умер 17 декабря 2009 года.
Сочинения:
- Некоторые особенности расчета широкоугольных и светосильных объективов : диссертация … кандидата технических наук : 05.00.00. — Ленинград, 1963. — 109 с. : ил.